# Бузана
Буза̀на (на италиански: Busana, на местен диалект Buṣâna) е село в северна Италия, община Вентасо, провинция Реджо Емилия, регион Емилия-Романя. Разположено е на 855 m надморска височина.